# Storia delle copie fisiche della dichiarazione d'indipendenza degli Stati Uniti d'America

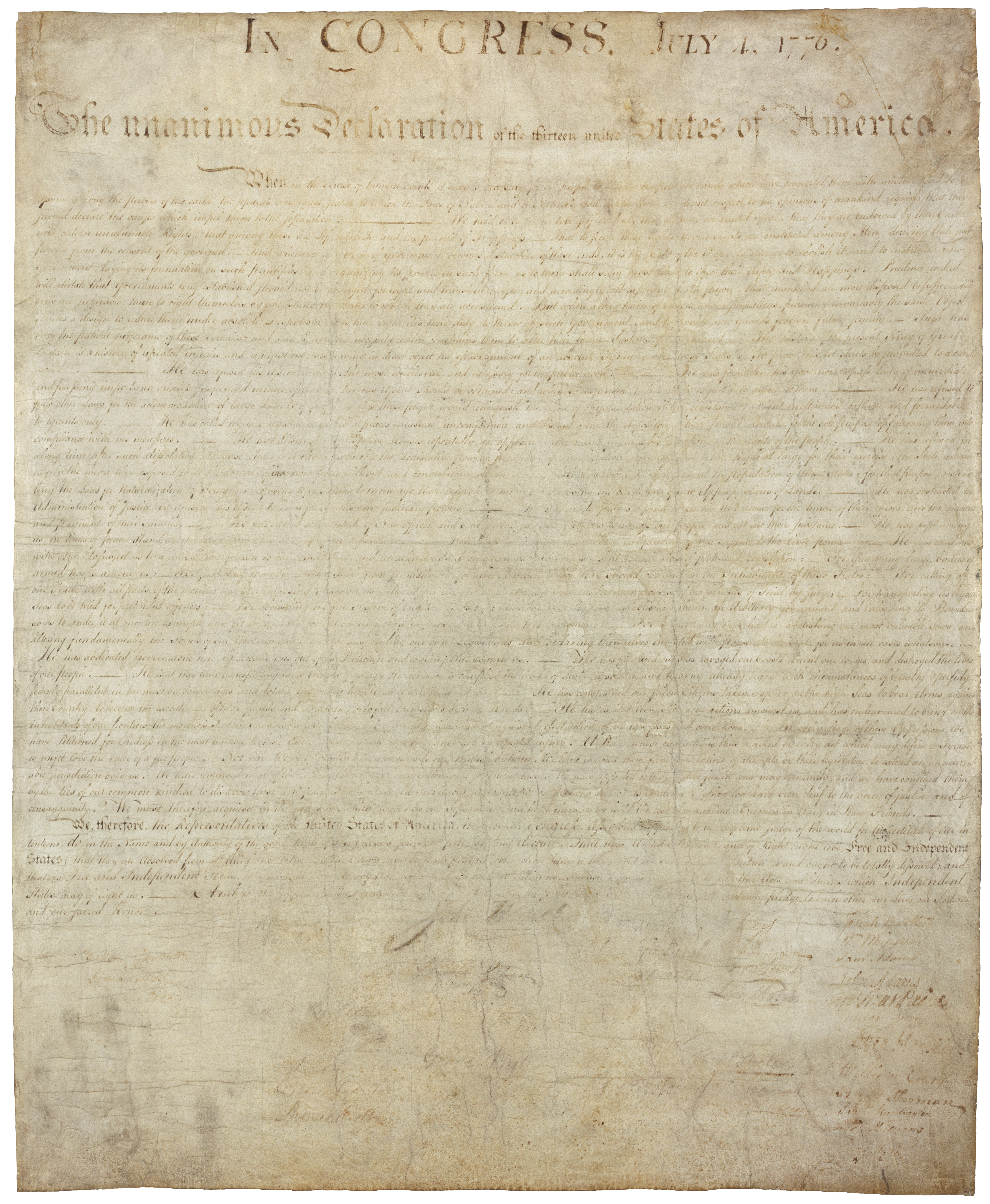
La copia su pergamena firmata della Dichiarazione, gravemente sbiadita, esposta presso l'Archivio Nazionale di Washington, DC.

La storia delle copie fisiche della dichiarazione d'indipendenza degli Stati Uniti d'America si estende dalla sua stesura originale nel 1776 fino ad alcuni documenti storici scoperti in tempi moderni, includendo anche una serie di bozze e copie scritte a mano. La Dichiarazione di Indipendenza afferma che le tredici colonie americane, allora in guerra con la Gran Bretagna, non avrebbero più fatto parte dell'Impero britannico.

## Bozze e copie pre-pubblicazione

### Composition Draft

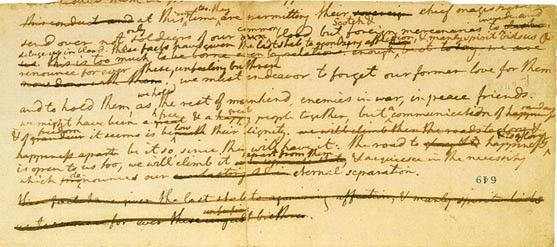
La bozza di composizione

La prima bozza conosciuta della Dichiarazione di Indipendenza è un frammento noto come "Composition Draft" (bozza di composizione). La bozza, risalente al luglio 1776, è stata scritta a mano da Thomas Jefferson, principale autore della Dichiarazione. Fu scoperta nel 1947 dallo storico Julian P. Boyd nella Biblioteca del Congresso. Boyd stava esaminando dei documenti di Jefferson per la stesura del libro The Papers of Thomas Jefferson quando trovò un pezzo di carta contenente una piccola parte del testo della Dichiarazione, oltre ad alcune note non correlate fatte da Jefferson. Prima della scoperta di Boyd, l'unica bozza nota della Dichiarazione era stata un documento noto come Rough Draft. La scoperta ha confermato la speculazione degli storici secondo cui Jefferson deve aver scritto più di una bozza del testo.
Molte parole furono successivamente cancellate dal Congresso dal testo finale della Dichiarazione. La Dichiarazione dei diritti della Virginia, pubblicata dal politico e scrittore George Mason anni prima era molto simile alla prima sezione della Composition Draft di Jefferson. Alcune frasi del frammento sopravvissute nel testo finale includono "Acquiesce in the necessity, which denounces our separation" ("dobbiamo rassegnarci alla necessità che denuncia la nostra separazione") e "hold them, as we hold the rest of mankind, Enemies in War, in Peace Friends" ("dobbiamo considerarli, come consideriamo gli altri uomini, nemici in guerra, amici in pace").
Un esame forense ha determinato che la carta del Composition Draft e la carta del Rough Draft sono state realizzate dallo stesso produttore. Nel 1995, i restauratori della Biblioteca del Congresso hanno annullato alcuni lavori di restauro precedenti sul frammento. Il documento si trova in un deposito di archiviazione. Quando esposto, il frammento viene inserito in una vetrina a temperatura e umidità controllata.

### Rough Draft

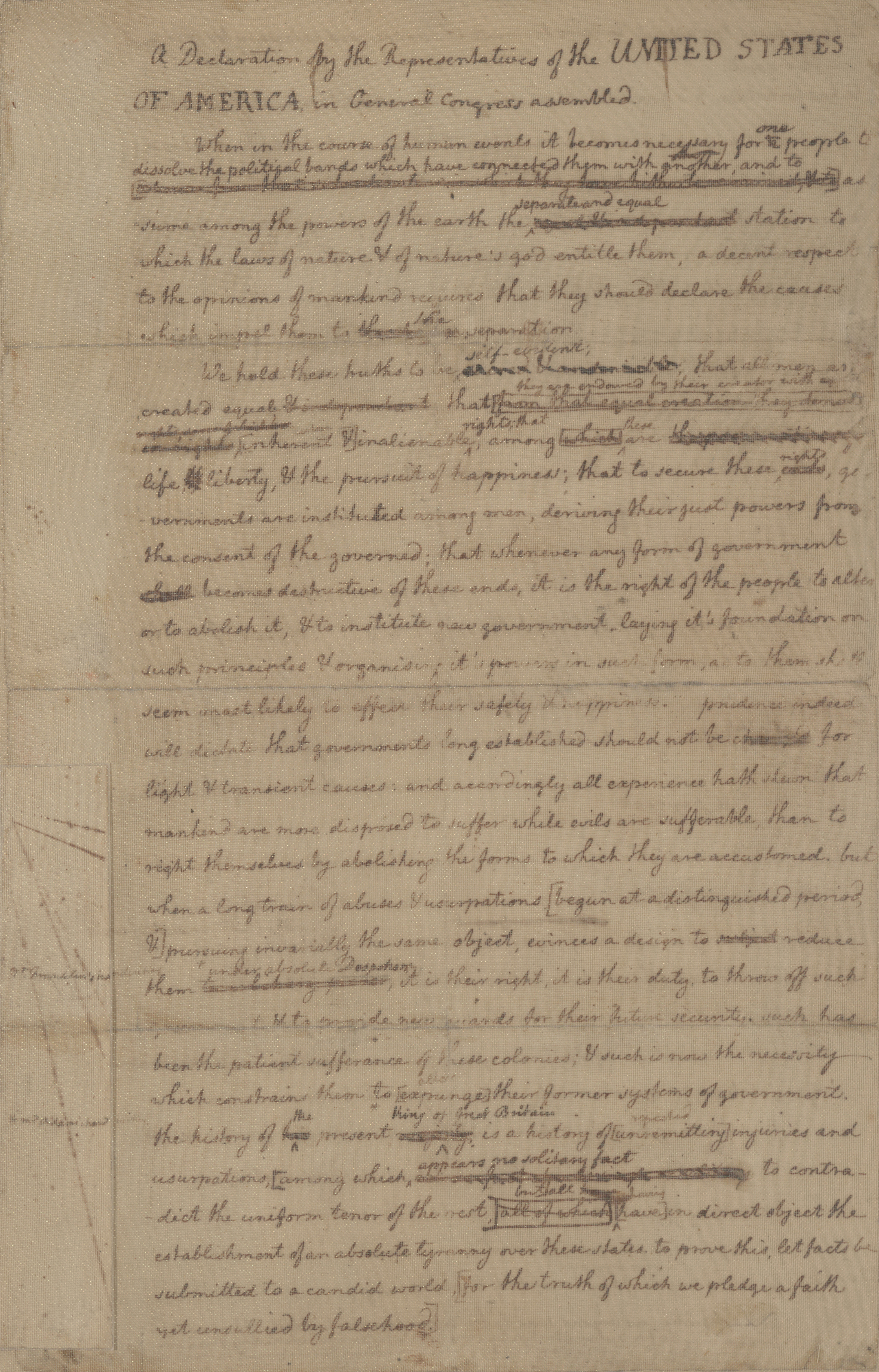
La prima pagina della "rough draft" di Jefferson.

Thomas Jefferson conservò tra i suoi ricordi una bozza di quattro pagine chiamata "Rough draught", identificata successivamente dagli storici con il nome di "Rough Draft", i primi studiosi della Dichiarazione ritenevano si trattasse della bozza scritta dal solo Jefferson e poi presentata al Comitato dei Cinque. Ora si ritiene invece che la "Rough Draft" non fosse in realtà l'originale "Rough draught" scritta da Jefferson, ma una versione rivisitata dopo aver consultato la commissione. Quante bozze Jefferson abbia scritto prima di questa, e quale parte del testo sia stata scritta con il contributo di altri membri del comitato, non è noto.
Jefferson mostrò la "Rough Draft" a John Adams e Benjamin Franklin, oltre che probabilmente ad altri membri del comitato di redazione. Adams e Franklin apportarono alcune altre modifiche. Franklin, ad esempio, potrebbe essere stato responsabile del cambiamento della frase originale di Jefferson "Riteniamo che queste verità siano sacre e innegabili" in "Riteniamo che queste verità siano evidenti". Jefferson ha quindi incorporato queste modifiche in una copia, presentata poi al Congresso a nome del comitato. Jefferson mantenne la "Rough Draft" e prese ulteriori note mentre il Congresso revisionava il testo. Fece anche diverse copie della bozza senza le modifiche apportate dal Congresso, che ha poi inviato agli amici come Richard Henry Lee e George Wythe dopo il 4 luglio. Ad un certo punto del processo, anche Adams ne fece una copia.

### Fair Copy
Nel 1823, Jefferson scrive una lettera a James Madison in cui racconta il processo di scrittura della Dichiarazione. Dopo aver apportato delle modifiche alla sua bozza, come suggerito da Franklin e Adams, Jefferson ricorda di averne scritta un'altra copia, di averla riportata al Comitato e da lì, inalterata, al Congresso". Se i ricordi di Jefferson fossero corretti questo documento (rinominato fair copy) non è mai stato trovato. Lo storico Ted Widmer scrisse sull'argomento "Se questo manoscritto esiste ancora è il santo graal della libertà americana".
La Fair Copy è stata presumibilmente contrassegnata da Charles Thomson, segretario del Congresso continentale, mentre il Congresso discuteva e rivedeva il testo. Questo documento fu quello approvato dal Congresso il 4 luglio, rendendolo quindi la prima copia "ufficiale" della Dichiarazione. La Fair Copy fu inviata a John Dunlap per essere stampata sotto il titolo Una dichiarazione dei rappresentanti degli Stati Uniti d'America, riuniti al Congresso Generale. Lo storico Boyd sostenne che se veramente un documento è stato firmato al Congresso il 4 luglio, questo sarebbe la Fair Copy, probabilmente con la sola firma di John Hancock e l'attestazione di Thomson.
La Fair Copy potrebbe essere stata distrutta nel processo di stampa o durante il dibattito, in conformità con la regola di segretezza del Congresso. L'autore Wilfred J. Ritz ipotizza che la Fair Copy sia stata immediatamente inviata alla tipografia in modo tale che ogni membro del Congresso potesse farne delle copie da consultare durante il dibattito, e che tutte queste copie siano poi state distrutte per preservare il segreto.

## Versioni pubblicate
La Dichiarazione è stata pubblicata e stampata per la prima volta da John Dunlap di Filadelfia sotto forma di manifesto. Una copia è stata poi incollata nel diario del Congresso, rendendola di fatto la "seconda versione ufficiale" della Dichiarazione. I manifesti pubblicati da Dunlap furono poi distribuiti nei tredici Stati. Dopo aver ricevuto le copie, molti Stati iniziarono a stampare le proprie edizioni della Dichiarazione.

### Prima versione (Dunlap)

La copia della biblioteca del Congresso del manifesto di Dunlap.

I manifesti di Dunlap sono le prime copie pubblicate della Dichiarazione di Indipendenza, stampati nella notte del 4 luglio 1776. Non si sa esattamente quanti ne siano stati originariamente stampati, ma il numero stimato è circa 200. La famosa firma di John Hancock non è contenuta in questo documento, ma il suo nome appare in grande stile sotto la dicitura "Firmato dall'Ordine e per conto del Congresso", con il segretario Charles Thomson elencato come testimone.
Il 4 luglio 1776, il Congresso ordinò allo stesso Comitato incaricato di scrivere il documento di "sovrintendere e correggere la stampa". Dunlap, un immigrato irlandese di 29 anni, venne scelto dalla Commissione per svolgere il lavoro.
Secondo Ted Widmer, autore di Ark of the Liberties: America and the World, "Ci sono prove che è stato fatto tutto molto rapidamente, nell'agitazione infatti le filigrane sono state invertite, alcune copie sono state piegate prima che l'inchiostro potesse asciugarsi e la punteggiatura è stata inserita in modo scorretto". "È romantico pensare che Benjamin Franklin, il più grande stampatore dei suoi tempi, fosse lì nel negozio di Dunlap a supervisionare insieme a Jefferson." John Adams in seguito scrisse sull'argomento "Eravamo tutti di fretta". Le copie di Dunlap furono inviate nei nuovi Stati Uniti nei due giorni successivi; il comandante in capo dell'esercito continentale, George Washington, ordinò che la Dichiarazione fosse letta alle truppe il 9 luglio. Un'altra copia fu inviata in Inghilterra.
Nel 1949, si era a conoscenza dell'esistenza di 14 copie del manifesto di Dunlap. Il numero è aumentato a 21 nel 1975. Nel 1989 la venticinquesima copia viene scoperta dietro un dipinto acquistato per quattro dollari in un mercato delle pulci.
Il 2 luglio 2009, è stata annunciata la scoperta di una ventiseiesima edizione Dunlap nell'Archivio Nazionale di Kew, in Inghilterra. Al momento non è noto come questa copia sia arrivata nell'archivio, ma è probabile che sia stata rubata da una nave inglese durante la guerra d'Indipendenza.

### Seconda versione (Goddard)

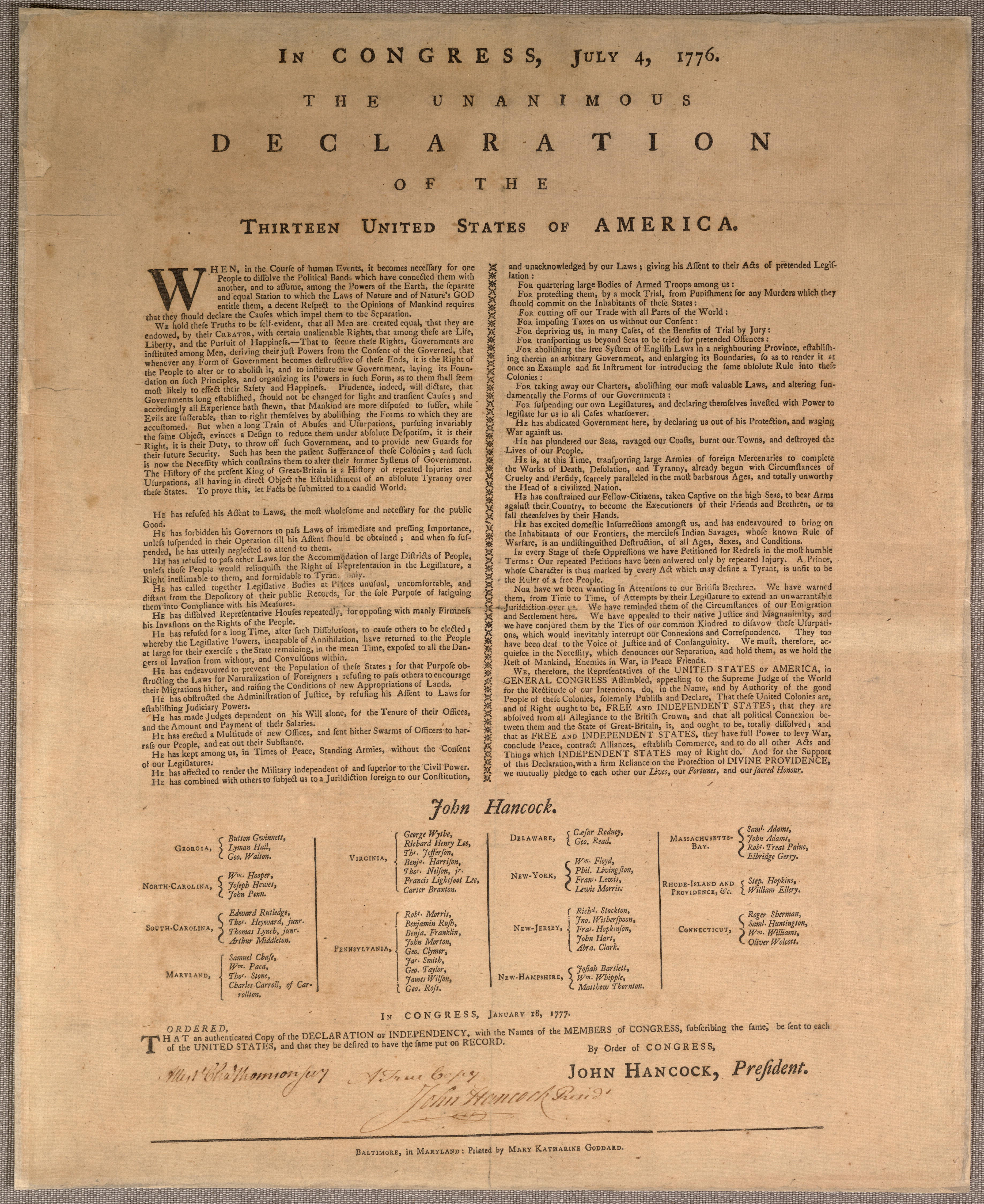
La copia di Goddard.

Nel gennaio 1777, il Congresso commissionò a Mary Katherine Goddard la stampa di una nuova edizione che, a differenza di quella di Dunlap, elencava i firmatari del documento. Con la sua pubblicazione, il cittadini appresero per la prima volta chi aveva firmato la Dichiarazione. Uno dei firmatari, l'avvocato Thomas McKean, non fu elencato sul manifesto, probabilmente perché non aveva aggiunto il suo nome al documento firmato in quel momento.
Nel 1949, si conoscevano nove copie ancora esistenti della versione Goddar.

### Altre pubblicazioni
Oltre alle copie autorizzate dal Congresso, molti Stati e tipografie private pubblicarono le loro versioni della Dichiarazione, usando quella di Dunlap come fonte. Nel 1949, un articolo della Harvard Library Review esaminò tutti i dati noti che esistevano in quel momento e trovò 19 edizioni o varianti di edizioni, tra cui le stampe Dunlap e Goddard. L'autore è stato in grado di individuare 71 copie di queste varie edizioni.
Da allora sono state scoperte diverse copie. Nel 1971, una copia a quattro colonne, probabilmente stampata a Salem, fu scoperta nella Biblioteca Lauinger della Georgetown University. Nel 2010, i media hanno riferito che una copia della Dichiarazione si trovava a Shimla, in India, essendo stata scoperta negli anni '90. Il tipo di copia non è stato specificato.

## Copie su pergamena

### Dichiarazione di Matlack
La copia della Dichiarazione più nota è quella firmata dal Congresso e scritta su pergamena, probabilmente a mano dall'impiegato Timothy Matlack, a cui venne assegnato il titolo The unanimous declaration of the thirteen United States of America ("Dichiarazione unanime dei tredici Stati Uniti d'America").
Durante la guerra rivoluzionaria, la copia fu spostata con il Congresso continentale, che si trasferì più volte per evitare l'esercito britannico. Nel 1789, dopo la creazione di un nuovo governo ai sensi della Costituzione degli Stati Uniti, la dichiarazione fu trasferita alla custodia del segretario di stato. Il documento fu trasferito in Virginia quando gli inglesi attaccarono Washington, DC durante la guerra del 1812.

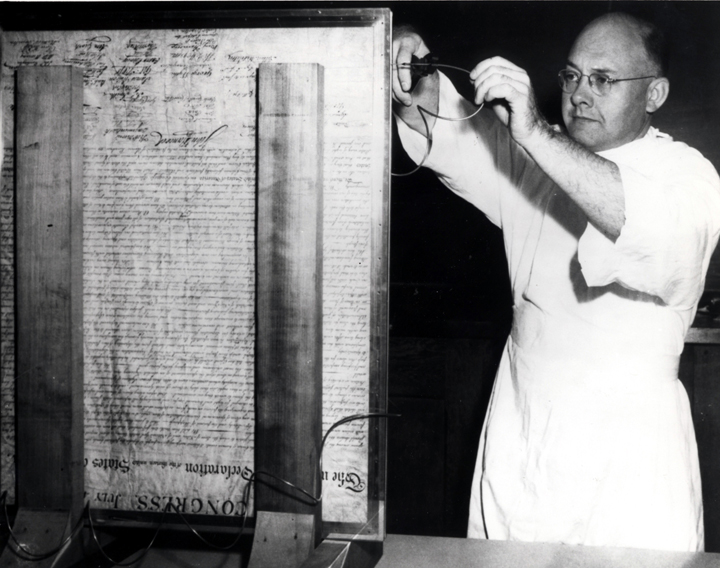
Funzionario del National Bureau of Standards mentre restaura la copia su pergamena nel 1951.

Dopo la guerra del 1812, il peso simbolico della copia della Dichiarazione aumentò costantemente, anche se l'inchiostro della copia stava rapidamente svanendo. Nel 1820, il segretario di Stato John Quincy Adams commissionò allo stampatore William J. Stone la creazione di un'incisione sostanzialmente identica alla copia su pergamena. L'incisione di Stone è stata eseguita utilizzando un processo di trasferimento di inchiostro a umido, in cui la superficie del documento è stata inumidita, e parte dell'inchiostro originale è stato trasferito sulla superficie di una lastra di rame, poi incisa in modo da poterne eseguire delle copie. Quando Stone terminò la sua incisione nel 1823, il Congresso ordinò che 200 copie fossero stampate su pergamena. A causa della scarsa conservazione della copia assorbita nel corso del XIX secolo, l'incisione di Stone, anziché l'originale, è diventata la base della maggior parte delle riproduzioni moderne.
Dal 1841 al 1876, la copia assorbita fu esposta pubblicamente su un muro di fronte a una grande finestra presso il Patent Office a Washington, DC. Esposto alla luce solare, alla temperatura e all'umidità variabile, il documento sbiadì gravemente. Nel 1876, fu inviato all'Independence Hall di Filadelfia per essere esposto durante il Centennial Exposition, che si tenne in onore del centenario della Dichiarazione, tornando a Washington l'anno successivo. Nel 1892, furono fatti i preparativi per l'esibizione della copia esposta al World Columbian Exposition di Chicago, ma le cattive condizioni del documento portarono alla cancellazione dei piani e alla rimozione del documento dalla mostra pubblica. Il documento è stato successivamente sigillato tra due lastre di vetro e posto in un deposito. Per quasi 30 anni, è stato esposto solo in rare occasioni a discrezione del Segretario di Stato.
Nel 1921, la custodia della Dichiarazione, insieme alla Costituzione degli Stati Uniti, fu trasferita dal Dipartimento di Stato alla Biblioteca del Congresso. Furono stanziati dei fondi per preservare i documenti in una mostra pubblica aperta nel 1924. Dopo l'attacco giapponese a Pearl Harbor nel 1941, i documenti furono trasferiti nel deposito di lingotti degli Stati Uniti a Fort Knox nel Kentucky, dove furono conservati fino al 1944.
Per molti anni si è ritenuto che, piuttosto che la Biblioteca del Congresso, dovessero essere gli Archivi nazionali ad avere la custodia della Dichiarazione e della Costituzione. Il trasferimento avvenne nel 1952 e i documenti, insieme alla Carta dei diritti, esposti permanentemente presso gli Archivi nazionali nella "Rotonda delle carte della libertà". Sebbene racchiusi in custodie riempite con elio, all'inizio degli anni '80 i documenti rischiavano un ulteriore deterioramento. Nel 2001, utilizzando le più recenti tecnologie di conservazione, i restauratori li hanno trasferiti in custodie di titanio e alluminio, riempite con gas argon inerte. Sono stati messi nuovamente in mostra nel 2003.

### Dichiarazione del Sussex
Il 21 aprile 2017, il Declaration Resources Project dell'Università di Harvard ha annunciato che una seconda copia in pergamena era stata scoperta presso il West Sussex Record Office di Chichester, in Inghilterra. Chiamata "Dichiarazione del Sussex" dai suoi scopritori, Danielle Allen ed Emily Sneff, differisce dalla copia degli Archivi nazionali (chiamata "Dichiarazione Matlack") in quanto le firme su di essa non sono raggruppate per Stato. Come sia arrivato in Inghilterra non è ancora noto, ma l'ordine casuale delle firme ha probabilmente origine dal firmatario James Wilson, che sosteneva con forza che la Dichiarazione non era stata fatta dagli Stati ma da tutto il popolo.
La Dichiarazione del Sussex fu identificata come una trascrizione della Dichiarazione Matlack, probabilmente fatta tra il 1783 e il 1790, probabilmente a New York City o Filadelfia. Si ritiene che la Dichiarazione del Sussex discenda dalla Dichiarazione di Matlack e che essa (o una sua copia) sia servita, prima di scomparire, come testo sorgente sia per l'edizione Tyler del 1818 che per l'edizione Bridgham del 1836".